# 사대구

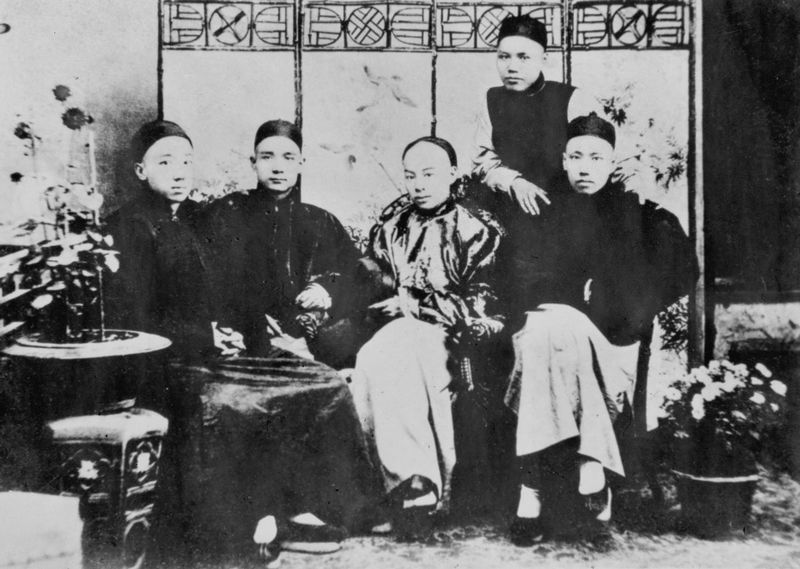
관징량(뒤에 서있는 인물)과
그의 네 친구들 쓰다커우 사총사.
(앉아있는 줄 왼쪽부터
양허링, 쑨원, 천사오보, 여우례)

사대구(四大寇)는 19세기와 20세기 시절 중국 청나라 시대 말기 흥중회(興中會) 출신의 혁명운동가 청년 사총사였던 우열(여우례)(尢列)와 손문(쑨원)(孫文)과 양학령(양허링)(楊鶴齡)과 진소백(천샤오바이)(陳少白) 등을 비롯한 4명의 절친한 친구들을 지칭하는 용어였다. 참고로 이 4명의 사대구 청년들은 송가수(쑹자수)(宋嘉樹)와 육호동(루하오둥)(陸皓東)과 관경량(관징량)(關景良) 등과도 절친하였다.

## 같이 보기
- 우열(尢列)
- 손문(孫文)
- 양학령(楊鶴齡)
- 진소백(陳少白)